# Astragalus kopetdaghi
Astragalus kopetdaghi är en ärtväxtart som beskrevs av Antonina Georgievna Borissova. Astragalus kopetdaghi ingår i släktet vedlar, och familjen ärtväxter. Inga underarter finns listade i Catalogue of Life.